# European Association for Computer Science Logic
La société savante European Association for Computer Science Logic (abrégée en EACSL), (en français Association européenne pour la logique en informatique) est une organisation professionnelle internationale sans but lucratif,  fondée le 14 juillet 1992, de promotion du rôle et de l'usage de la logique en informatique, dans les domaines de recherche scientifique et de l'enseignement.
L'association soutient à la fois des recherches fondamentales et appliquées dans l'objectif de renforcer les connexions entre recherche fondamentale et applications industrielles. Son président est, en 2019, Thomas Schwentick (Université technique de Dortmund).

## Activités
L'EACSL organise chaque année la conférence internationale Computer Science Logic et en publie les actes associés ; elle soutient ou coorganise plusieurs workshop ou écoles d'été, comme par exemple le Workshop on Logic, Language, Information and Computation.

## Prix
Deux prix sont décernés en totalité ou en partie par l'association ; ils sont présentés durant la conférence CSL :
- le prix Alonzo Church, pour les contributions exceptionnelles en logique et calcul ; ce prix est remis en alternance avec les conférences Logic in Computer Science (LICS) ; la première fois, le prix a été attribué en 2016, et décerné à Rajeev Alur et David L. Dill.
- le prix Ackermann de l'EACSL,  pour une thèse exceptionnelle en logique pour l'informatique. Décerné depuis 2005[3], il est porté depuis 2017 par l'association Alumni der Informatik Dortmund, entre 2010 et 2016 par la Société Kurt Gödel, de 2007 à 2009 par l'entreprise Logitech.

## Articles liés
- European Association for Theoretical Computer Science
- Symposium on Logic in Computer Science (LICS)
- Liste des principales conférences d'informatique théorique